# Stefan Gerhardsson
Nils Bengt Stefan Gerhardsson, född 6 april 1958 i Älvsereds församling, Västergötland (dåvarande Älvsborgs län, idag Hallands län), är en svensk komiker och skådespelare.
Stefan Gerhardsson är huvudsakligen känd som ena halvan av Stefan & Krister, som var en aktiv buskisduo mellan 1981 och 2001, men de arbetade fortfarande ihop genom Vallarnas friluftsteater i Falkenberg och 2Entertain  tills Krister Classon pensionerade sig år 2011.

## Roller
- 1989 – När dä va' då!
- 1990 – Hemkört
- 1991 – Bakhalt
- 1993 – Full fräs (TV-serie)
- 1996 – Hemlighuset
- 1997 – Hemvärn & påssjuka
- 1998 – Där fick du!
- 1999 – Full frys (TV-serie)
- 1999 – Bröstsim & gubbsjuka
- 2001 – Snålvatten och jäkelskap
- 2002 – Bröllop och jäkelskap
- 2003 – Barnaskrik och jäkelskap
- 2004 – Två bröder emellan
- 2005 – Två ägg i högklackat
- 2006 – Brännvin och fågelholkar – Söderkåkar reser västerut!
- 2008 – Solsting och snésprång
- 2008 – 320 kg buskis
- 2009 – Sommarbuskis
- 2010 – En mor till salu
- 2011 – Pang på pensionatet
- 2012 – Campa i klaveret
- 2013 – Livat i parken
- 2014 – Brännvin i kikar'n
- 2015 – Bröllop i kikar'n
- 2016 – Jäkelskap i kikar'n
- 2019 – Stulen kärlek
- 2022 – Alla tiders Åsa-Nisse

## Etablerade rollfigurer

### Olvert Bengtsson
Olvert Bengtsson uppstod i revyn Skåpbubblor 1989 och är en rollfigur som alltid går klädd i en brun-svart rock, glasögon med tjocka bågar, plommonstop på huvudet och en väska som han håller högt upp. Han är väldigt trög och långsam av sig och skyndar inte i onödan. Folk han samtalar med har lätt att drivas till vansinne eftersom han dessutom ställer konstiga frågor och uttrycker sig egendomligt. Birger påstår att Olvert är trögare än en fossil, och ett exempel på det är Olverts långdragna uttal "väaauu?" för "vad sa du?".

### Sven-August
Sven-August är granne och kompanjon med bonden Kristian, klädd i mörk öppnad kavaj med grå hängselbyxor inunder och svart hatt samt höga svarta gummistövlar. När Sven-August hälsar på Kristian är det mest för att lyckas få en gök. Sven-August roar sig ibland lite med att reta Kristians hemsamarit.

### Sture Bergholm
Sture Bergholm är en karaktär i serien Full frys, chef på livsmedelsbutiken Dolkens livs. Sture har länge haft ett förhållande med sin sekreterare Evy Karlsson (Annika Andersson), men bor ändå ensam i lägenhet och har aldrig haft mycket för sex och romantik. Med anledning av Edvin, en av sina butiksanställda, får Sture för det mesta jobba i motvind.

### Nils-Erik Kristersson
Nils-Erik Kristersson är en karaktär i farserna Hemvärn & påssjuka och Jäkelskapserien; en lat, egoistisk, lättirriterad, extremt snål och snart pensionerad jordbrukare boende med fru och sammanlagt två barn (dotter i Hemvärn & påssjuka och son i Jäkelskapserien). I Hemvärn & påssjuka sysslar han med svarta affärer och har fullt upp med att försöka avvisa militärer från gården, medan han i Jäkelskapserien gör allt för att vinna en mångårig grannfejd.